# Lu Kang
Lu Kang (陸抗), de son nom de courtoisie Youjie, 幼節, est un général chinois du royaume du Wu, durant la période des Trois royaumes. Fils de Lu Xun, il est considéré comme le dernier grand général et stratège du Wu. Il prédit également, avant sa mort la conquête du Wu par le Jin. Il mourut en 274.

## Origine
Il nait en 226 à Wuxian, dans le Royaume du Wu. Il est le second fils de Lu Xun et Dame Sun, ce qui en fait le petit-fils de Sun Ce, fondateur du Jiang Dong. Il sert brièvement à la cour de Sun Quan, et ce malgré ce qu'il fit subir à Lu Xun durant la querelle des princes Sun He et Sun Ba.  

## Début de carrière
Lu Kang est nommé commandant renforçant la valeur martiale à l'âge de 20 ans. Il devient  par la suite général inspirant la crainte en 252. Ses exploits militaires lui valent de nombreuses promotions. En 270, il est nommé commandant en chef des villes de garnisons stratégiques bordant le fleuve Bleu à Xinling, Yidao, Lexiang, et Gong'an.

## Sous le règne de Sun Xiu

### À l'aide du Shu
En 263, Sun Xiu, pour secourir le Shu menacé d'invasion par Deng Ai et Zhong Hui, généraux du royaume du Wei, ordonna à Ding Feng de commander une armée pour prendre Shoushun et ainsi tenter les armées du Wei à concentrer leur défense sur cette ville. Lu Kang alors « Général qui garde l'Est » acte comme officier en second de Ding Feng. Le Wei s’étant préparé à une telle manœuvre, avaient mis en place une défense efficace sur cette dernière. Les opérations échouèrent et de fait n’entravèrent aucunement les avances du Wei dans le territoire du Shu.

### Tentative de prise de Badong
Sun Xiu au vu de la conquête du Shu, pressentit que le Wei puisse projeter une invasion de son royaume et dès lors appointa Lu Kang à la tête de l'armée de Jingzhou et de la province de Jing. En 264, la révolte de Zhong Hui ayant échoué et Deng Ai assassiné, Sun Xiu déploya les troupes de Bu Xie, le fils de Bu Zhi et envoya Lu Kang en renfort pour tenter d'annexer les territoires les plus limitrophes du Yangtse de l'ex-royaume du Shu. L'objectif étant Yong An, (actuel Xian de Badong) ville qui défend l'entrée du Yangtse et la province de Jing. Sun Xiu et Lu Kang espèrent conquérir tous ces territoires pour se prémunir d'une invasion du Wei par l'ouest, c'est-à-dire l'ex Shu. L'administrateur de Yong An, Luo Xian vit clair dans la tentative du Wu de « secourir » l'ancien royaume et mit en place une défense de fer. Lu Kang et Bu Xie mirent le siège pendant plusieurs mois jusqu'à l'arrivée de Hu Lie, général du Wei. L'arrivée de ce dernier qui menaçait les lignes de ravitaillement des armées du Wu, provoqua la retraite de Bu Xie et Lu Kang et de son armée vers le Wu.

## Sous le règne de Sun Hao

### Révolte de Bu Chan
À la mort précoce de Sun Xiu en 264, Puyang Xing et le général Zhang Bu donnèrent le trône du Wu à Sun Hao, fils de Sun He, petit-fils de Sun Quan, au détriment de Sun Wan, fils de Sun Xiu considéré comme trop jeune et parce qu'un empereur adulte serait plus à même de gérer la situation vis-à-vis du Wei. Ce choix se révéla désastreux notamment pour la défense du Wu qui fut négligé par Sun Hao. Durant son règne, beaucoup de généraux désertèrent au Jin. En effet en 265, Sima Yan qui hérita des titres et pouvoir de son père Sima Zhao, usurpa le pouvoir des mains de Cao Huan et proclama la dynastie Jin. En 272, l'un des généraux du Wu, Bu Chan, fils de Bu Zhi, et frère de Bu Xie, fit sécession du Wu et proclama son allégeance au Jin. Lu Kang, secondé des généraux de Wu Wan, (吾彥) et Cai Cong (蔡貢) dut mener une guerre décisive. En effet Bu Chan est en possession de Xiling (ancienne Yilling). Sa perte constituait une grave faiblesse dans la défense de la province de Jing et dans l'optique d'une éventuelle invasion du Jin. Ce dernier envoya le général Yang Hu pour soutenir Bu Chan depuis Xianyang.  Au grand dam de ses généraux qui insistaient pour défendre Jiang Ling devant l'arrivée des troupes de Yang, Lu Kang insista que la ville était bien défendue et pouvait surmonter un siège. Menant une attaque sur Xilling il reprit la ville et fit exécuter Bu Chan et tout son clan.

### Conciliation avec Yang Hu
Après la révolte de Bu Chan, Sun Hao voulut conquérir Xianyang. Lu Kang reçut des troupes et installa son camp à Jiankou. Sima Yan eut vent de cette possible agression et sur les conseils de Jia Chong dépêcha Yang Hu en tant qu'administrateur de Xianyang ainsi que pour opposer une résistance à Lu Kang. Yang Hu prit ses quartiers à Xiangyang et devint populaire de par son bon gouvernement. Dans le roman des Trois Royaumes, l'un des généraux de Yang Hu l'interpella sur une attaque contre Lu Kang, ce dernier rétorqua que tant que Lu Kang serait en commandement il se devrait d'adopter unes politique défensive sur la frontière. Lu Kang fit de même privilégiant la défense et incitant Sun Hao en pétitionnant plusieurs mémoires de s'abstenir d'une guerre ouverte contre le Jin et de renforcer les défenses du Wu.

### Dégradation et mort
Cette attitude attentiste de la part de Lu Kang irrita Sun Hao, qui le dégrada de son titre de Da Sima et lui fit perdre son commandement. Il fut remplacé par Sun Ji, membre du Clan Impérial Sun. Yang Hu en profita pour pétitionner Sima Yan pour préparer une invasion voyant que Sun Hao venait de révoquer l'un de ses généraux les plus capables. Malgré cette dégradation Lu Kang tenta de donner encore des conseils de gouvernance à Sun Hao. Il mourut en 274, à l'âge de 48 ans peu après le vétéran Ding Feng. La mort de ces deux piliers militaires, notamment Lu Kang laissa entrevoir aux généraux du Jin, Yang Hu ou Du Yu, l'éventualité d'une conquête de tout le royaume du Wu, ce qui arriva en 280. 

## Descendance
Lu Kang eut plusieurs fils qui reçurent son commandement militaire que Sun Hao divisa dont:
- Lu Yan (陸晏), général du Wu, meurt en 280, face aux armées du Jin ;
- Lu Jing (陸景) (249-280), amiral du Wu (249-280), meurt en 280 ;
- Lu Ji (陸機) (261-303), poète qui rédigea le Wu Fen sous la dynastie Jin, exécuté pour trahison[9] ;
- Lu Yun (陸雲) exécuté durant la guerre des Huit Princes.